# Ortskapelle Kleinkirchberg

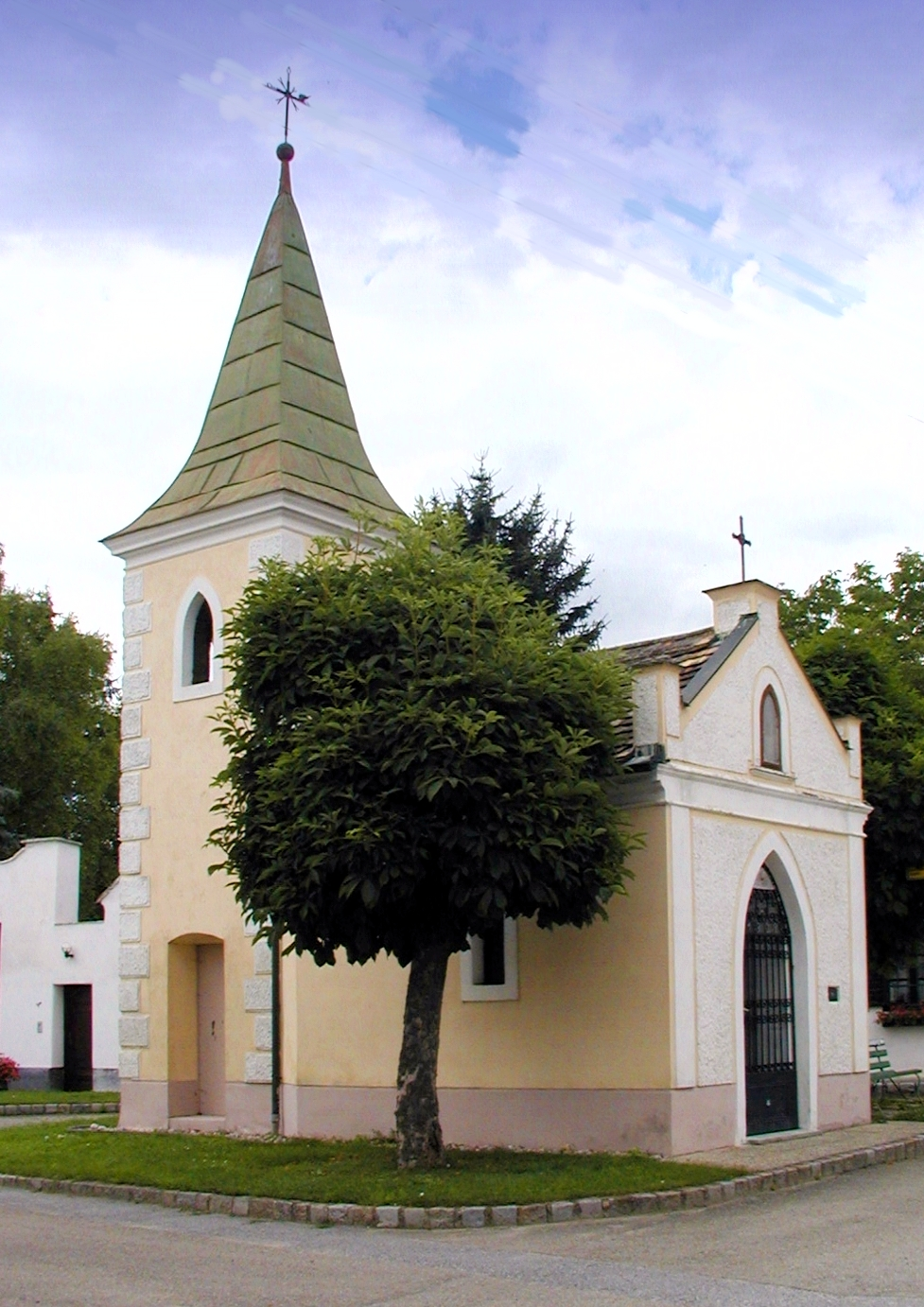
Ortskapelle von Südosten

Die Ortskapelle Kleinkirchberg ist eine nach Westen ausgerichtete und dem heiligen Antonius von Padua geweihte römisch-katholische neugotische Kapelle im Dorf Kleinkirchberg in der Marktgemeinde Sitzendorf an der Schmida im Bezirk Hollabrunn in Niederösterreich und steht unter Denkmalschutz.

## Baubeschreibung

### Außen

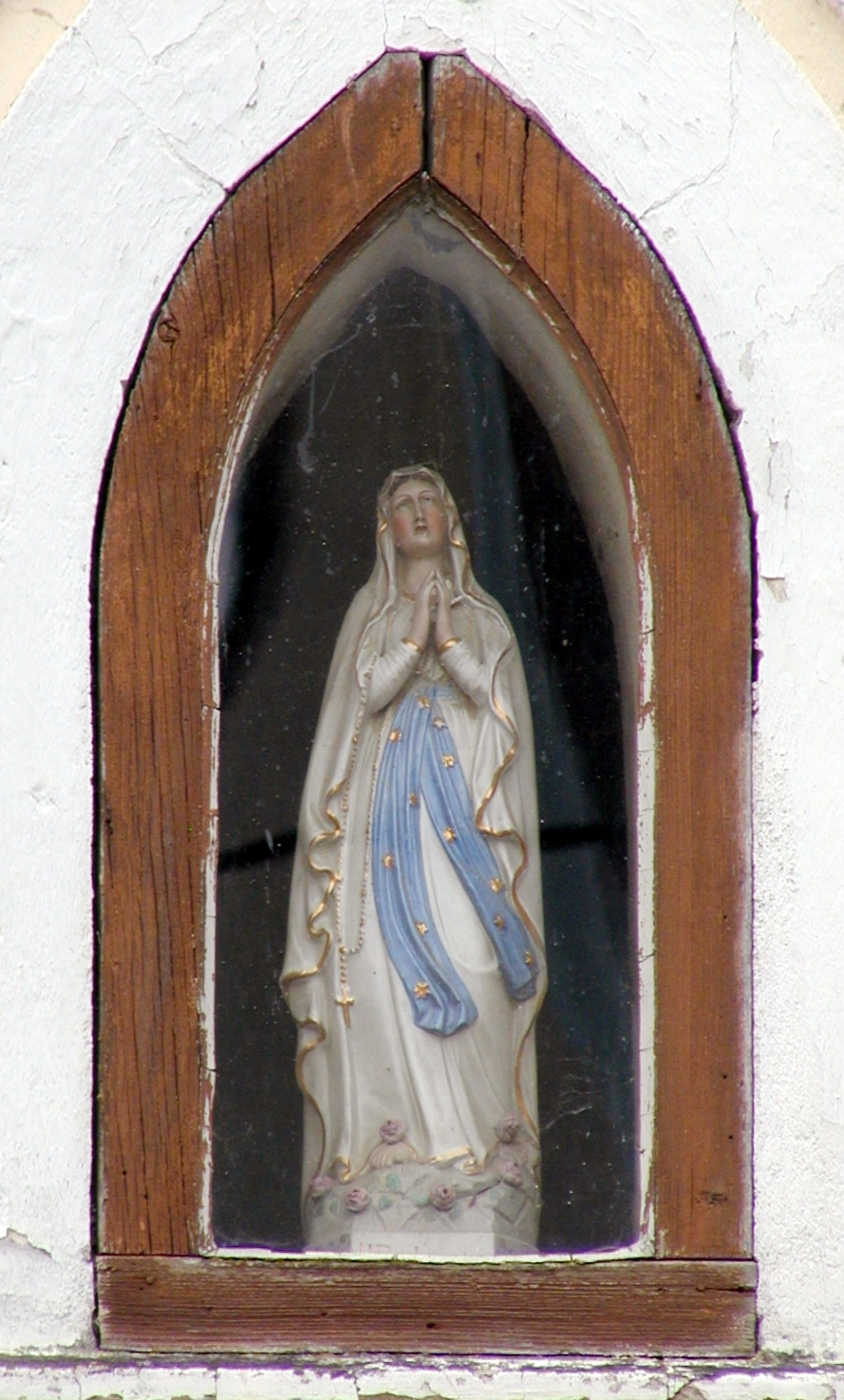
Figurennische mit einer Marienstatue

Die im Jahre 1902 am sogenannten Hauptplatz von Kleinkirchberg erbaute Kapelle wird im Osten von einer übergiebelten Fassade abgeschlossen. Diese ist durch Ecklisenen und ein Giebelgesims gegliedert. Ein Spitzbogenportal mit Gittertor erschließt den Innenraum. Im Giebel ist eine Figurennische mit einer Marienstatue aus der Zeit um 1900. Der Giebel wird von einem quadratischen gedrungenen Dachreiter abgeschlossen, den ein schlichtes Kreuz bekrönt.
Der von einem Satteldach abgeschlossene Kapellenraum hat schlichte Fassaden mit Spitzbogenfenstern.
Im Westen erhebt sich über der Apsis der 13,5 Meter hohe Turm, der von einem Spitzhelm mit bekrönendem Kreuz über einer Turmkugel abgeschlossen wird. Die Turmfassade ist durch eine Eckquaderung und ein umlaufendes Dachgesims gegliedert und wird von spitzbogigen, putzgerahmten Schallfenstern durchbrochen. An der Südseite befindet sich ein Segmentbogenportal.

### Innen

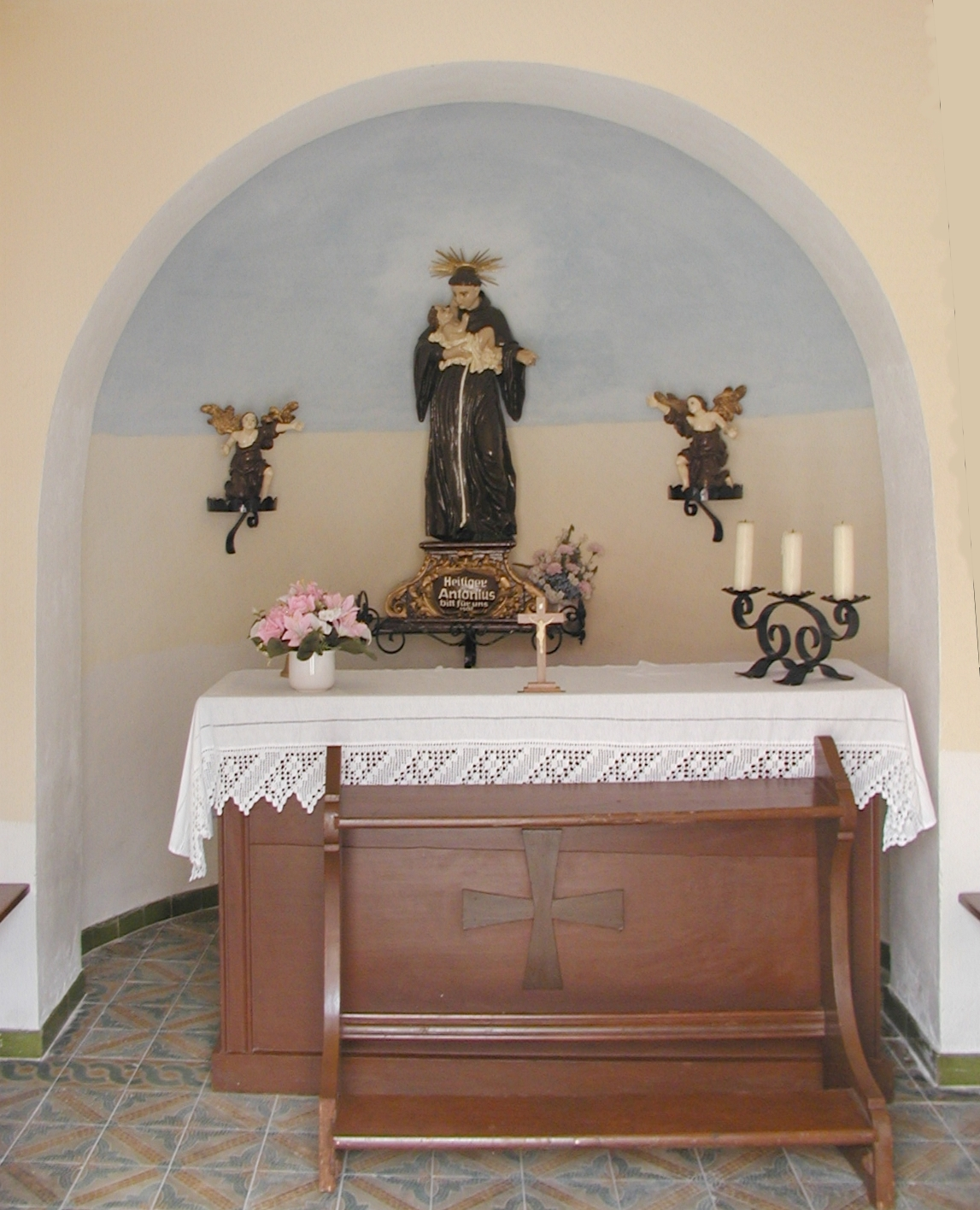
Die Apsis der Kapelle

Der flach gedeckte Innenraum hat seitliche Spitzbogenfenster. Die Apsis wird von einer Apsiskalotte abgeschlossen.

## Ausstattung
Eine von Engeln flankierte Statue des heiligen Antonius mit dem Jesuskind stammt aus dem frühen 18. Jahrhundert.